# Линия Диснейленд-Резорт

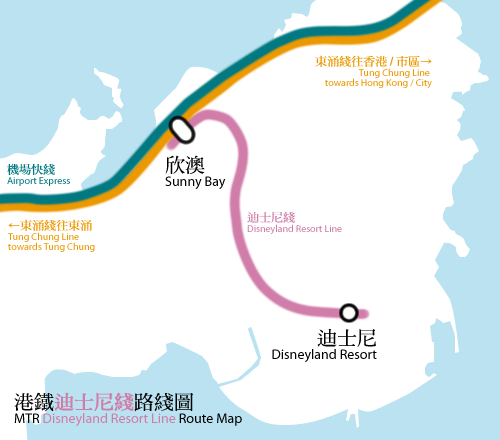
Линия Диснейленд-Резорт

Линия Диснейленд-Резорт (Disneyland Resort Line, 迪士尼綫) — одна из десяти линий Гонконгского метрополитена — самой оживлённой системы общественного транспорта города. Она соединяет линию Тунчхун с развлекательным парком Hong Kong Disneyland. Линия Диснейленд-Резорт открылась 1 августа 2005 года, имеет длину 3,5 км (ширина колеи — 1432 мм), две станции, средняя продолжительность поездки — 4 минуты. На схематических картах MTR обозначается розовым цветом. На всех станциях линии установлены автоматические платформенные ворота.
По состоянию на 2016 год линия Диснейленд-Резорт являлась самой новой и самой короткой линией MTR Corporation. Кроме того, это первая в мире железнодорожная линия, разработанная специально для обслуживания тематического парка The Walt Disney Company.
Отличительной чертой поездов, работающих на линии, является их дизайн — окна сделаны в виде Микки Мауса, в вагонах установлены статуэтки героев мультфильмов Диснея и диваны необычной формы.

## История
В 1998 году американская компания Walt Disney Parks and Resorts предложила правительству Гонконга построить на острове Лантау тематический развлекательный парк Диснейленд. В 1999 году Законодательный совет Гонконга одобрил проект и утвердил для этих целей территорию бывшей судоверфи в бухте Пенни-Бей. Вскоре было создано совместное предприятие Hong Kong International Theme Parks, в котором Walt Disney Company получила 43 % акций, а гонконгское правительство — 57 %. 
Строительство парка и наземной линии метро стартовало в начале 2003 года. Линия Диснейленд-Резорт была закончена в апреле 2005 года и начала работать 1 августа 2005 года. Полноценный трафик пассажиров стартовал с 12 сентября 2005 года, когда официально открылся парк развлечений Диснейленд (на церемонии открытия присутствовали глава Гонконга Дональд Цанг, заместитель председателя КНР Цзэн Цинхун, главный исполнительный директор Walt Disney Company Майкл Айснер и президент компании Роберт Айгер). Пик перевозок приходится на 08:00—10:00 и 21:00—23:00, когда парк соответственно открывается и закрывается.

## Станции
На линии существует всего две станции, и поезда перевозят пассажиров, следующих в парк развлечений или из него. На станции Санни-Бей можно пересесть на поезда линии Тунчхун. Станция Диснейленд-Резорт выполнена в викторианском стиле, а станция Санни-Бей — в футуристическом. Таким образом, у пассажиров, передвигающихся между станциями, возникает ощущение «путешествия во времени». 
| № | Название                                      | Местоположение                      | Открытие            | Пересадка на линии |
| - | --------------------------------------------- | ----------------------------------- | ------------------- | ------------------ |
| 1 | Диснейленд-Резорт (Disneyland Resort, 迪士尼) | Пенни-Бей, Лантау (округ Чхюньвань) | 1 августа 2005 года |                    |
| 2 | Санни-Бей (Sunny Bay, 欣澳)                   | Ямъоу, Лантау (округ Чхюньвань)     | 1 августа 2005 года | Тунчхун            |

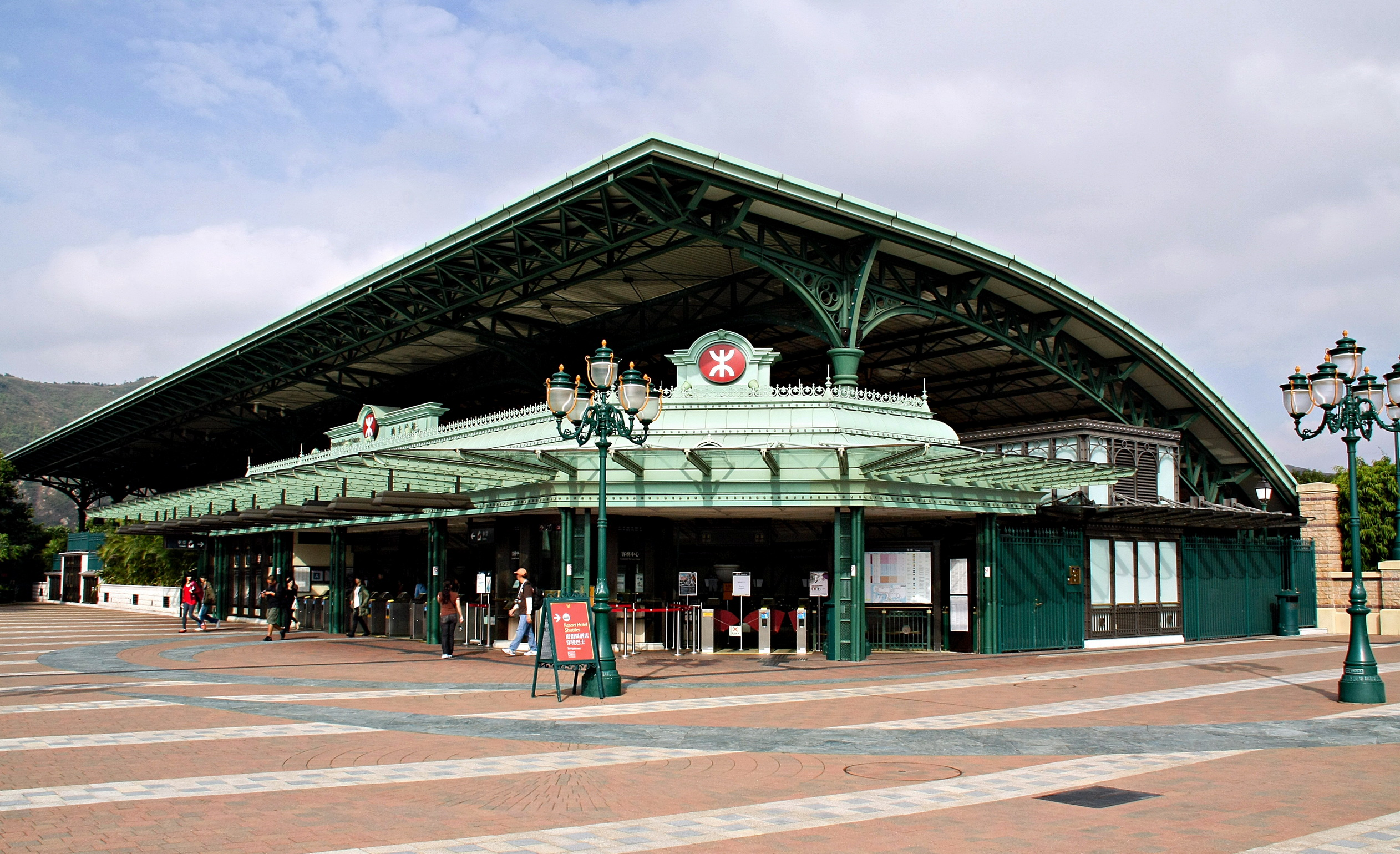
Диснейленд-Резорт
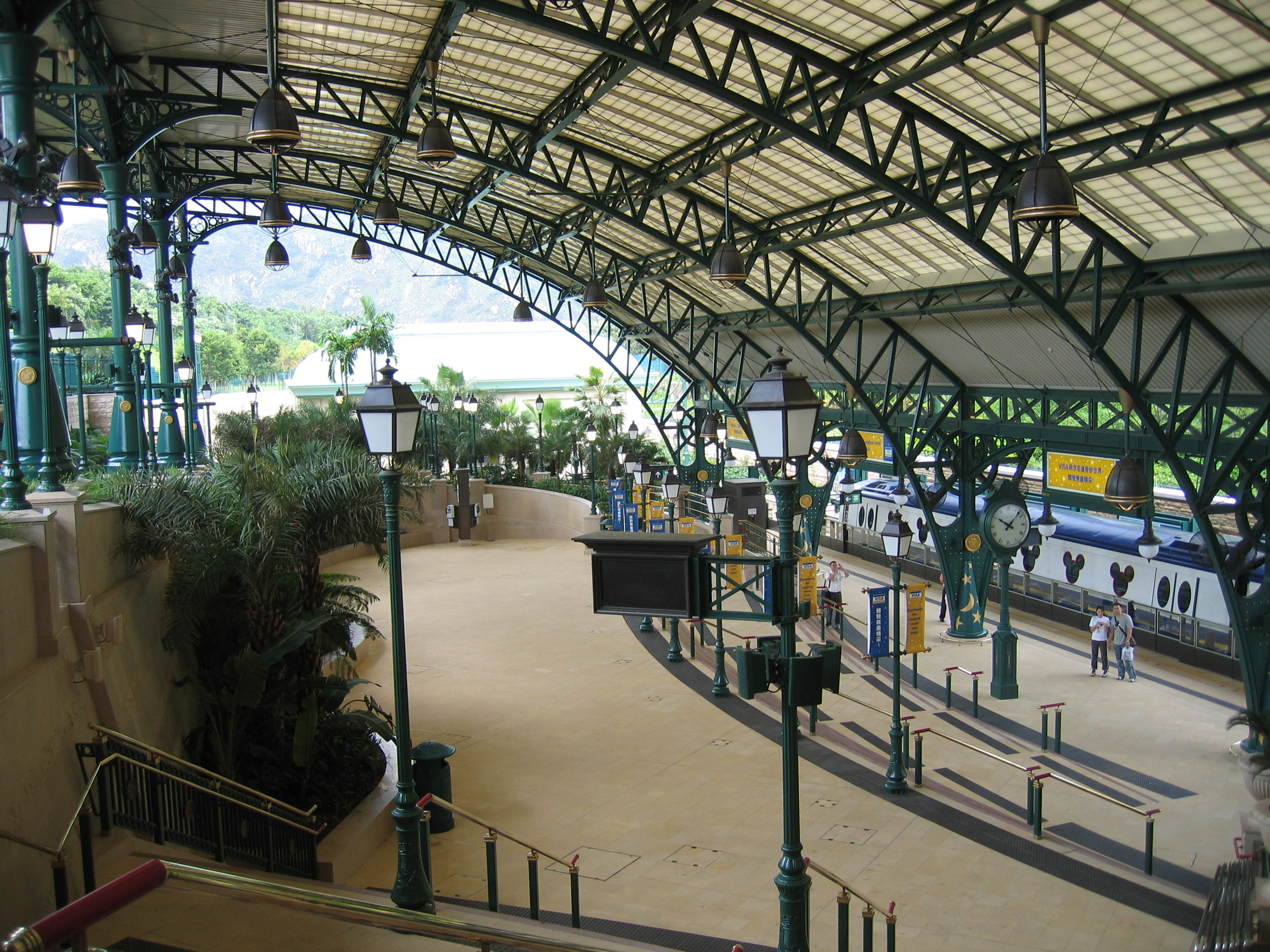
Диснейленд-Резорт
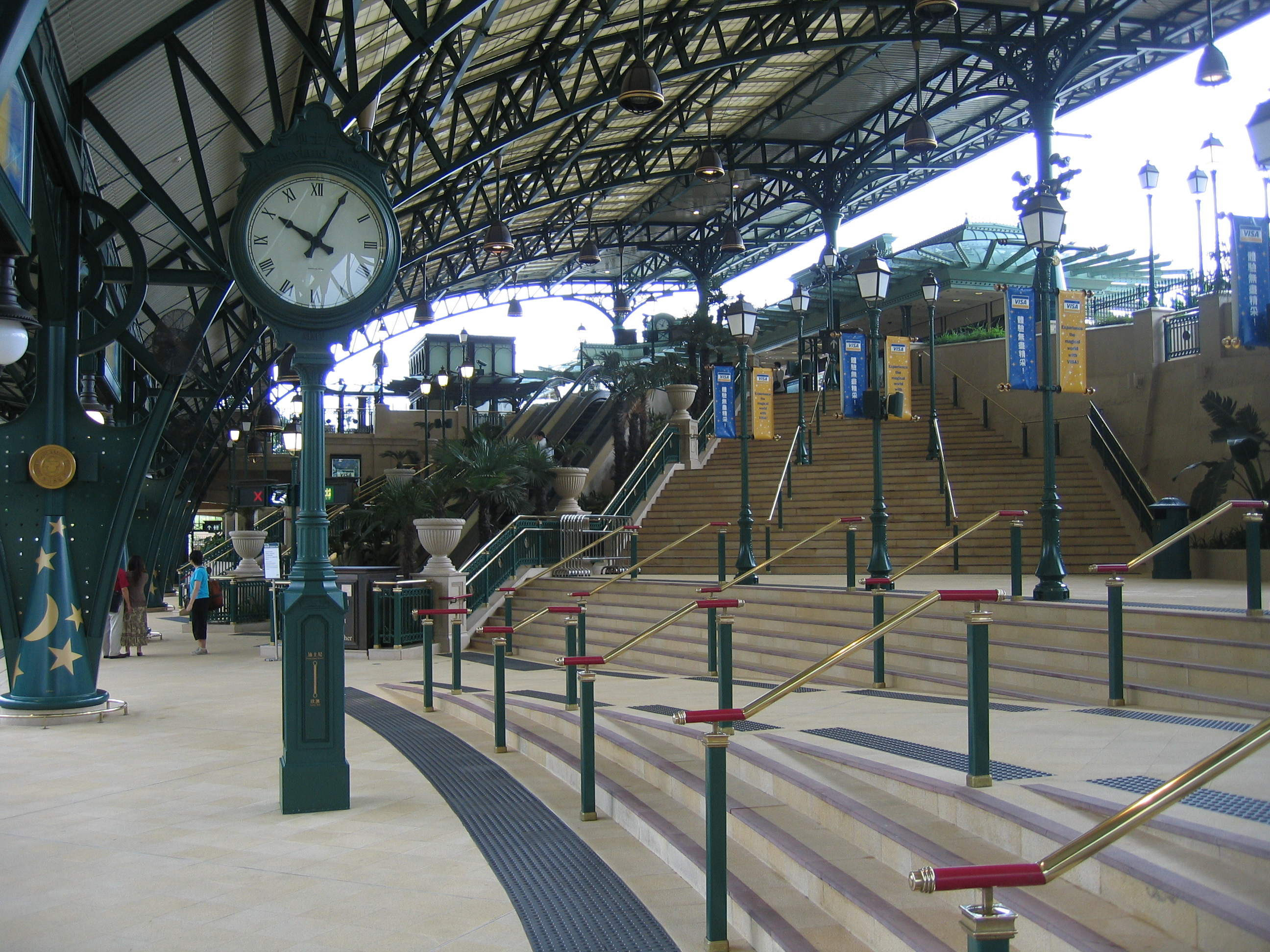
Диснейленд-Резорт
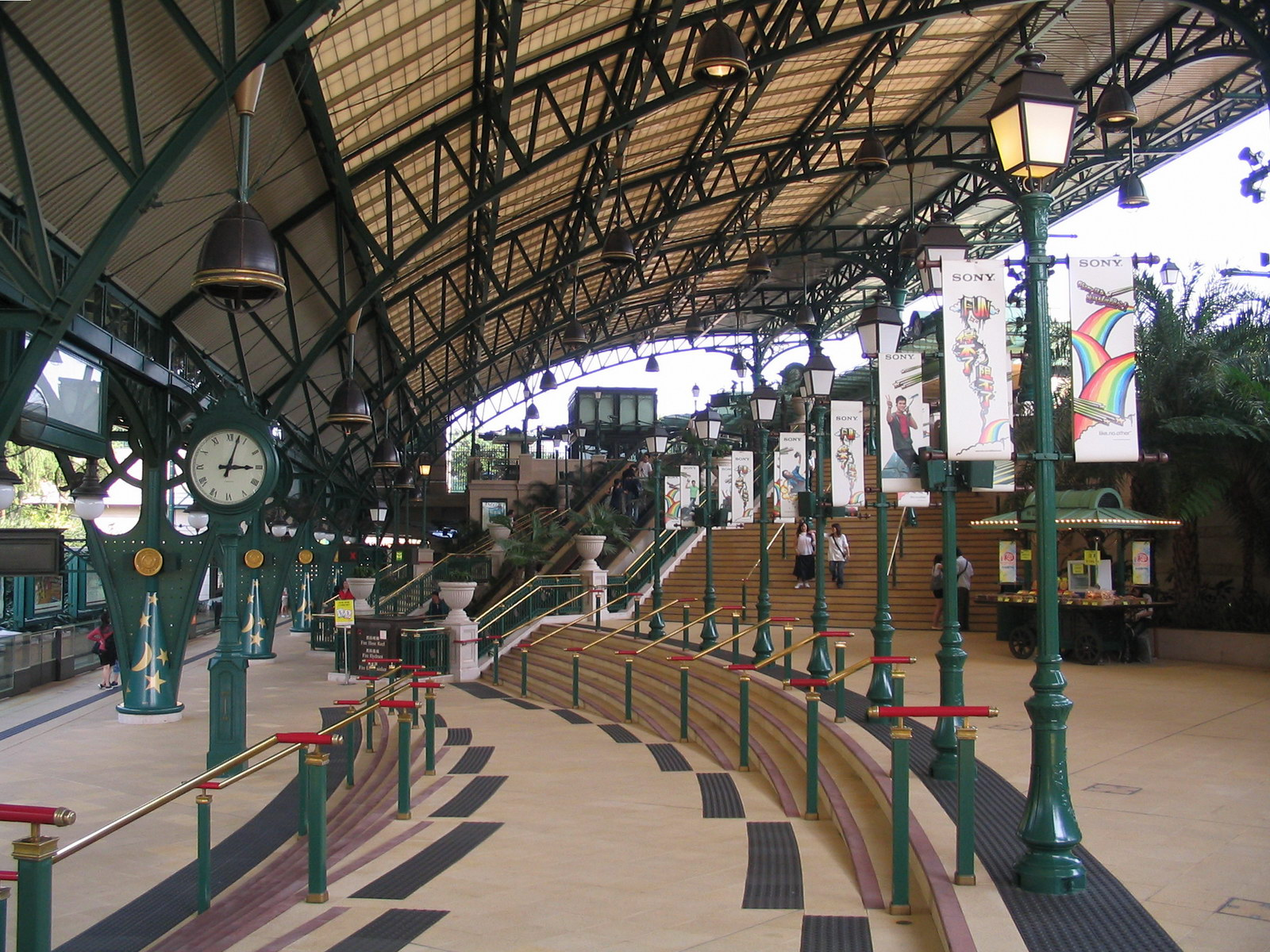
Диснейленд-Резорт

## Дизайн поездов
На линии используются беспилотные электропоезда Metro Cammell EMU (или M-Train), произведённые в Великобритании (завод входит в состав французской машиностроительной компании Alstom). Перед открытием линии Диснейленд-Резорт в 2005 году старые составы M-Train были полностью обновлены. В салонах вагонов были установлены бронзовые статуэтки диснеевских героев, в том числе Микки Мауса и Дональда Дака, окна вагонов были выполнены в виде контуров головы Микки Мауса с характерно торчащими ушами.

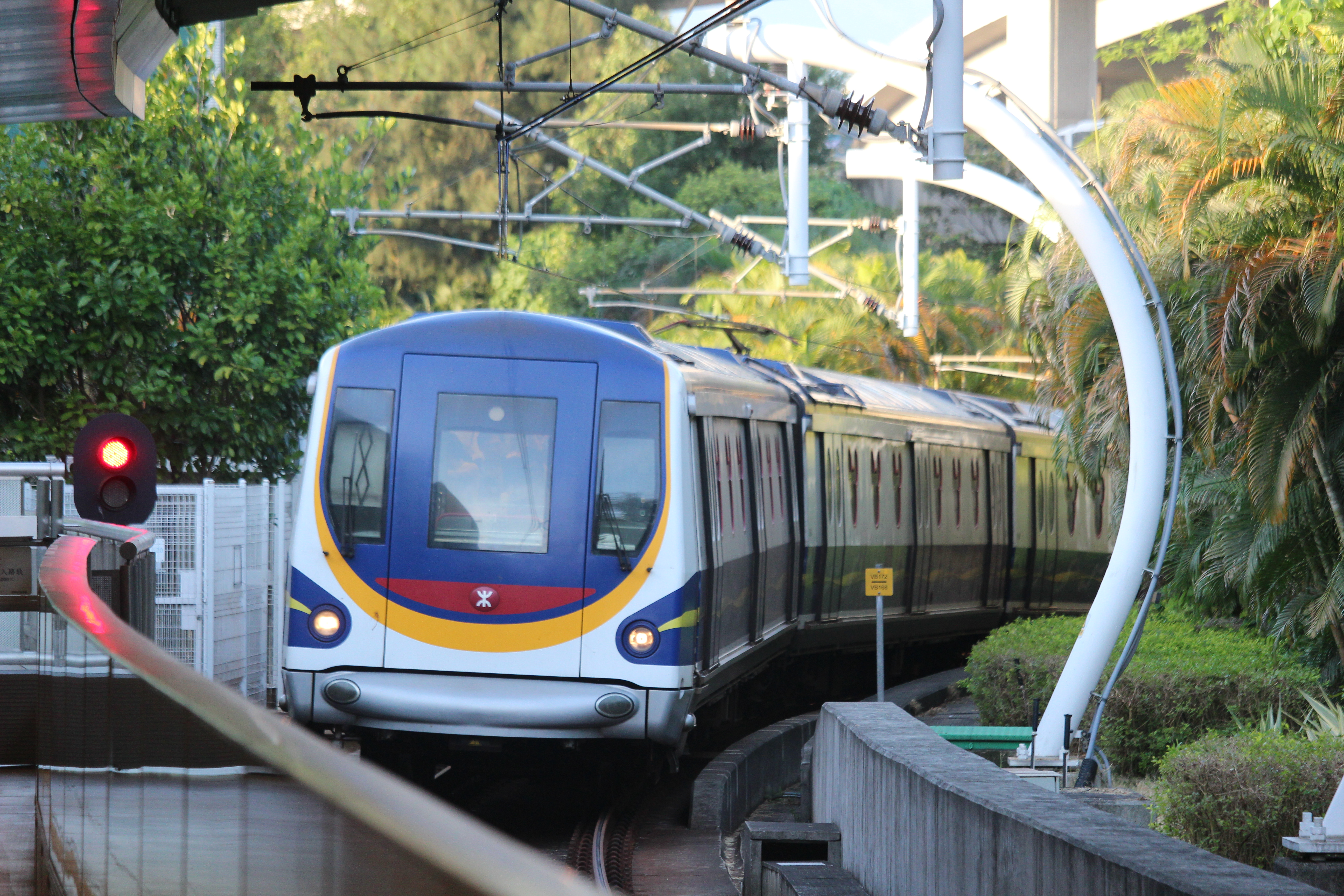
M-Train
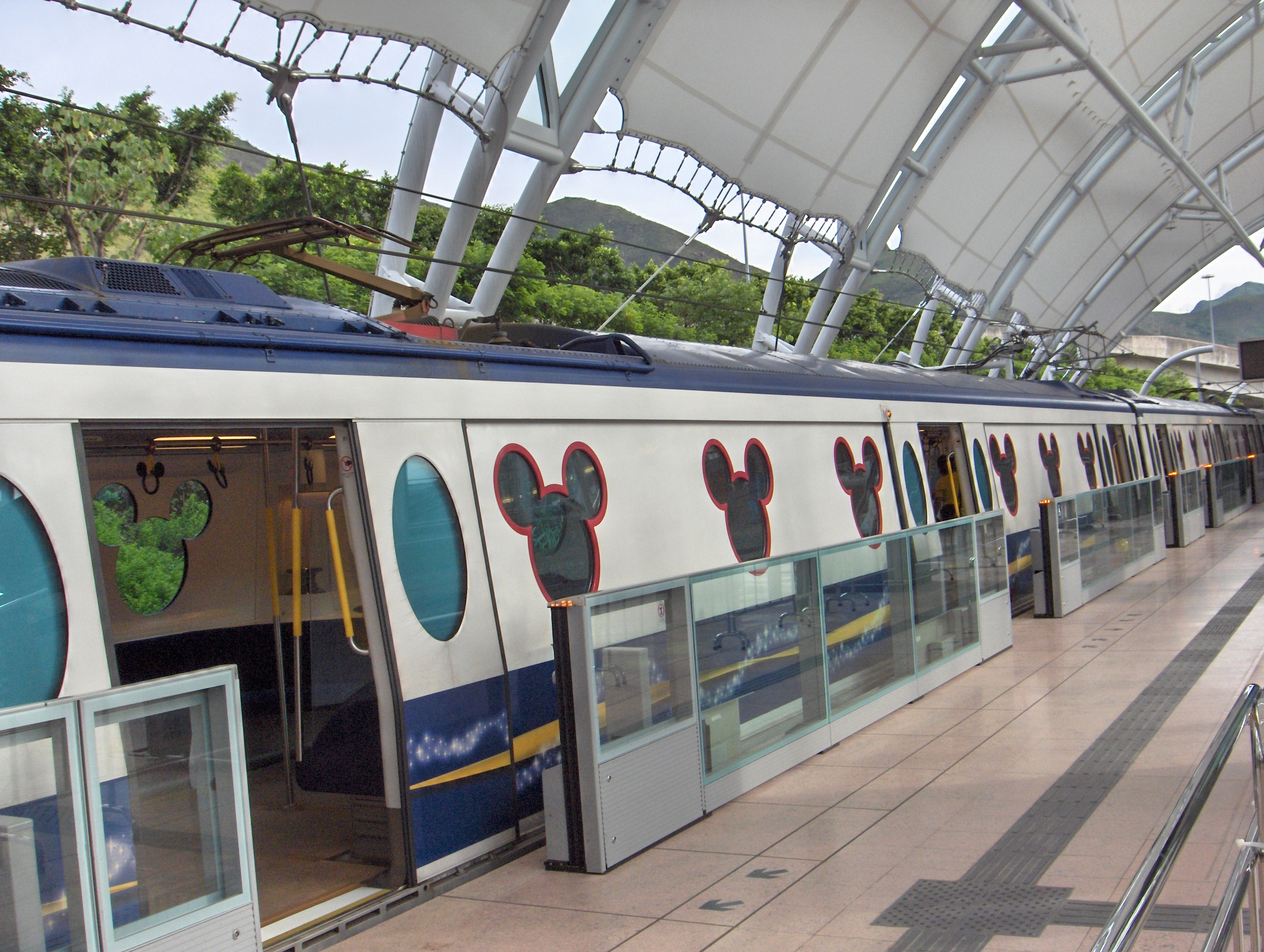
Экстерьер вагона
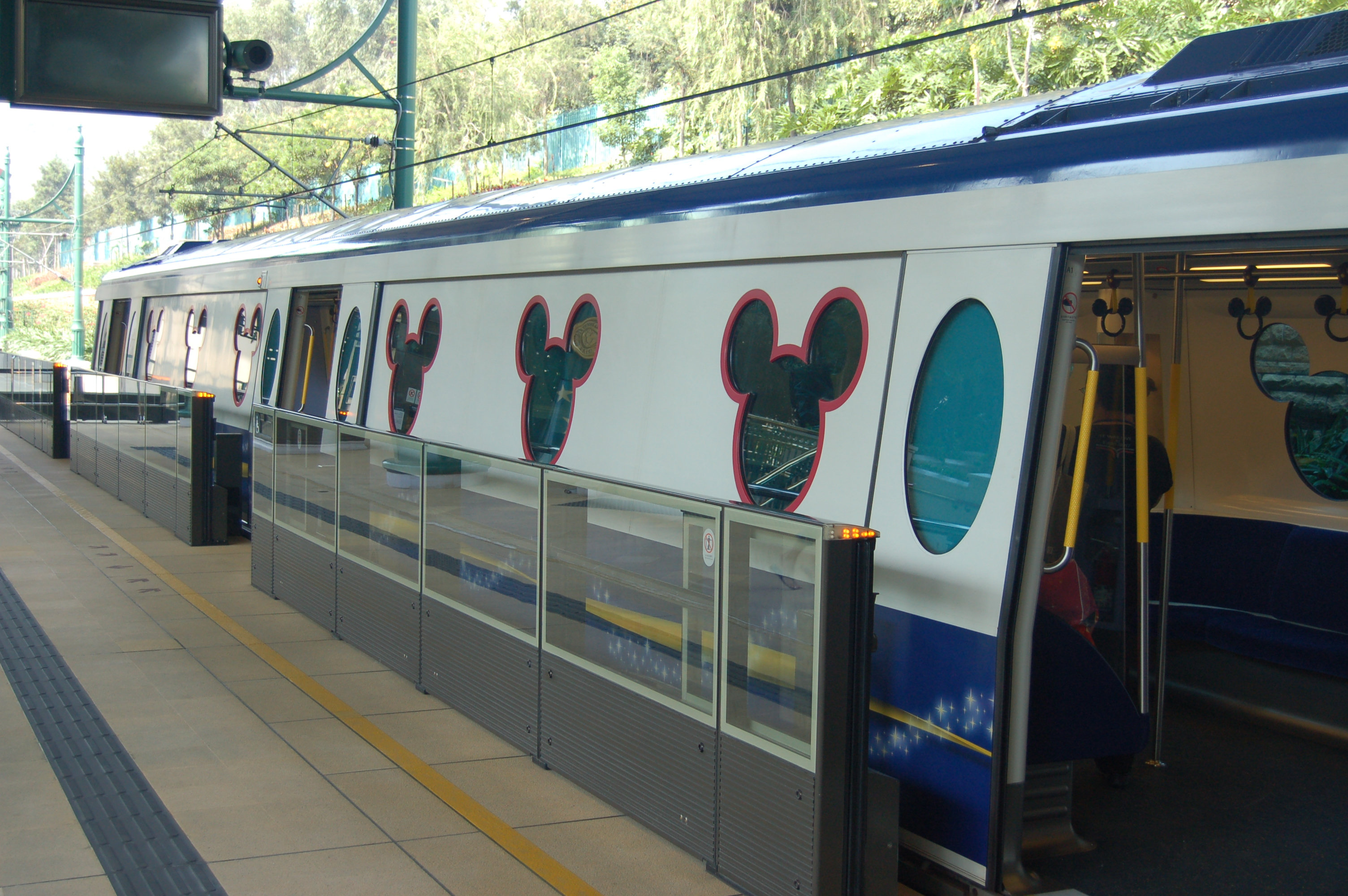
Экстерьер вагона
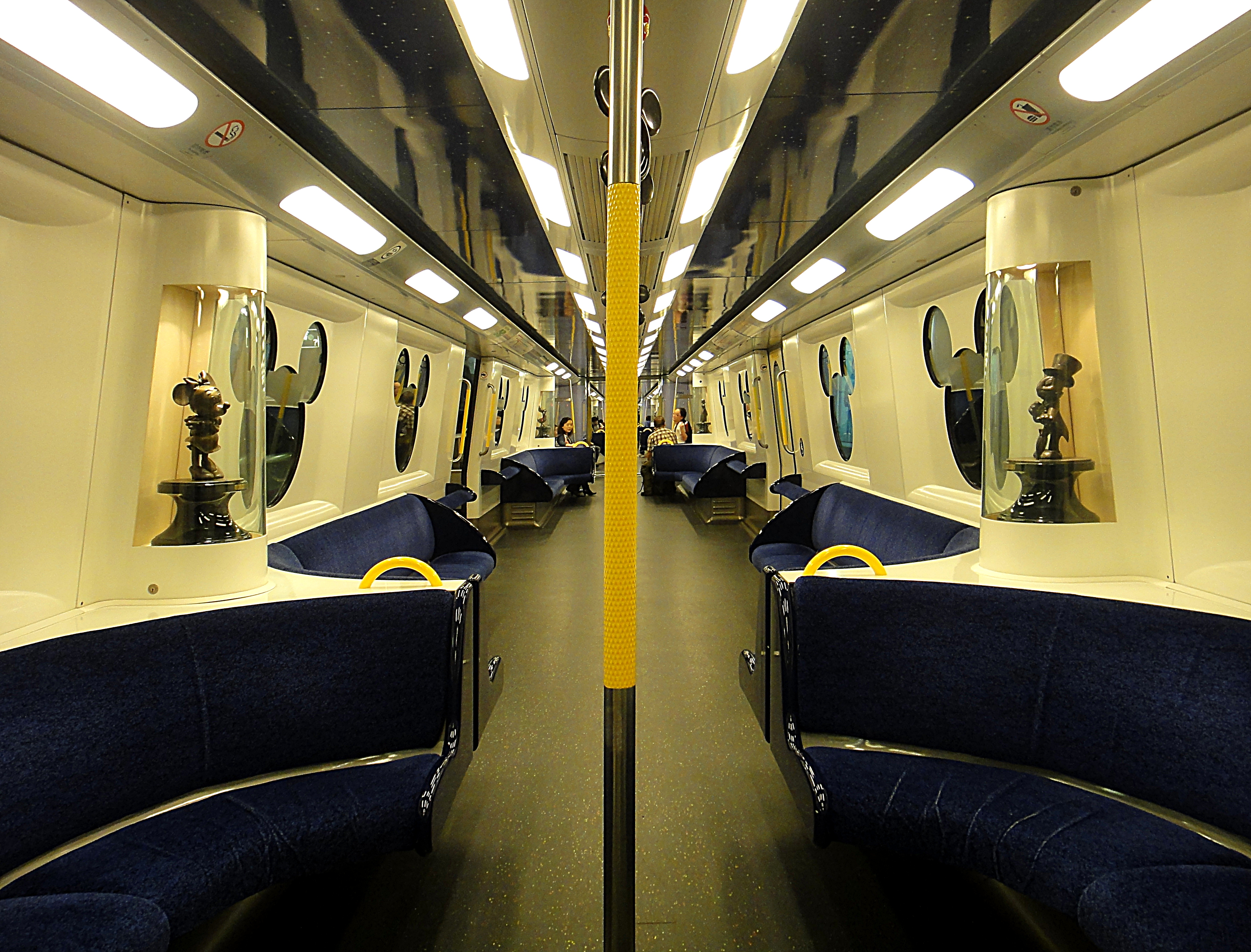
Интерьер вагона